# Hannah French
Hannah French, bis August 2023 Hannah Martin (* 30. Dezember 1994 in Ipswich), ist eine britische Hockeyspielerin. Sie war mit der britischen Nationalmannschaft Olympiadritte 2021 und mit der englischen Nationalmannschaft Europameisterschaftsdritte 2017 und Siegerin bei den Commonwealth Games 2022.

## Sportliche Karriere
Die Mittelfeldspielerin spielte während ihres Studiums an der University of Birmingham im Team ihrer Hochschule und war als Profi in den Niederlanden aktiv. 2024 spielte sie für den Surbiton Hockey Club.
Hannah Martin war 2013 und 2014 in der englischen Juniorenauswahl und gewann mit ihrem Team die Bronzemedaille bei der Junioren-Europameisterschaft 2014. Aber erst 2017 debütierte sie in der englischen und 2018 in der britischen Nationalmannschaft. Bei der Europameisterschaft 2017 in Amstelveen unterlagen die Engländerinnen im Halbfinale den Niederländerinnen mit 0:1. Im Spiel um den dritten Platz bezwangen sie die deutsche Mannschaft mit 2:0. Martin war in allen fünf Spielen dabei und erzielte ein Tor im Spiel um Bronze. 2018 unterlagen die Engländerinnen bei den Commonwealth Games in Gold Coast den Neuseeländerinnen im Shootout des Halbfinales. Im Spiel um Bronze gewannen die Engländerinnen mit 6:0 gegen die indische Mannschaft. Martin wirkte in allen sechs Spielen mit und erzielte im Turnierverlauf zwei Tore. Im Juli 2018 war London Austragungsort der Weltmeisterschaft. Die Engländerinnen schieden im Viertelfinale gegen die Niederländerinnen aus. Bei der Europameisterschaft 2019 in Antwerpen verloren die Engländerinnen im Halbfinale mit 0:8 gegen die Niederländerinnen. Das Spiel um die Bronzemedaille entschieden die Spanierinnen im Shootout für sich. Martin war in allen fünf Spielen dabei.
Bei der Europameisterschaft 2021 in Amstelveen verfehlten die Engländerinnen das Halbfinale und belegten schließlich den fünften Platz. Bei den erst 2021 ausgetragenen Olympischen Spielen in Tokio bezwangen die Britinnen im Viertelfinale die Spanierinnen im Penaltyschießen, im Halbfinale unterlagen sie den Niederländerinnen mit 1:5. Im Spiel um den dritten Platz trafen die Britinnen auf die Inderinnen und siegten mit 4:3. Martin war in allen acht Spielen dabei. Im Viertelfinale erzielte Martin das erste Tor und verwandelte im Shootout als erste ihren Versuch. Im Juli 2022 bei der Weltmeisterschaft in Terrassa und Amstelveen schied die englische Mannschaft im Viertelfinale gegen die Argentinierinnen aus. Martin wirkte in allen fünf Spielen mit. Zwei Wochen nach der Weltmeisterschaft begannen die Commonwealth Games in Birmingham. Die Engländerinnen besiegten im Finale die Australierinnen mit 2:1. Martin war in allen sechs Spielen im Einsatz und erzielte fünf Tore.
Im August 2023 heiratete Hannah Martin und tritt seitdem unter dem Namen Hannah French an. Bei der Europameisterschaft in Mönchengladbach verloren die Engländerinnen im Halbfinale mit 0:7 gegen die Niederländerinnen. Im Spiel um den dritten Platz unterlagen sie der deutschen Mannschaft mit 0:3. Im Sommer 2024 schied Hannah French mit der britischen Mannschaft im Viertelfinale der Olympischen Spiele in Paris gegen die Niederländerinnen aus.
Hannah French bestritt bis August 2024 72 Länderspiele für England und 78 Länderspiele für die britische Mannschaft. Hinzu kamen 2016 fünf Hallenländerspiele für England.

## Familie
Hannahs Bruder Harry Martin spielte ebenfalls Hockey bei Olympischen Spielen.